# Schwarzberger Moor
Das Schwarzberger Moor (dänisch Sortbjerg Mose) ist ein Naturschutzgebiet in der schleswig-holsteinischen Gemeinde Westre im Kreis Nordfriesland.
Das Naturschutzgebiet liegt im Norden des Kreises Nordfriesland nördlich von Westre. Es ist Bestandteil des 809 Hektar großen FFH-Gebietes „Süderlügumer Binnendünen“. Es stellt ein kleines Hochmoorgebiet mit größeren Wasserflächen inmitten einer Binnendünenlandschaft unter Schutz. Neben Hochmoorflächen sind Nieder- und Übergangsmoor zu finden, außerdem Feuchtheiden sowie trockene Sandheiden und Wald. Im Süden und Westen grenzt das Naturschutzgebiet an Waldflächen. Im Norden und Osten wird es von Straßen begrenzt, an die sich wiederum überwiegend landwirtschaftliche Nutzflächen anschließen. Das Moor entwässert über Gräben zum Wiedau-Zufluss Süderau (Sønderå). Am Rand des Naturschutzgebietes, das von den Schleswig-Holsteinischen Landesforsten betreut wird, befindet sich eine Schutzhütte, von der aus das Schutzgebiet einsehbar ist.